# Daniel Wegner
Daniel Merton Wegner (* 28. Juni 1948 in Calgary, Alberta, Kanada; † 5. Juli 2013 in Massachusetts, USA) war ein US-amerikanischer Psychologe.
Wegner war Professor für Psychologie an der Harvard University und Mitglied der American Association for the Advancement of Science sowie der American Academy of Arts and Sciences. Er forschte auf dem Gebiet der experimentellen Psychologie zu den Themen mentale Kontrolle und freier Wille. Er entwickelte das Konstrukt des transaktiven Gedächtnisses und die ironische Prozesstheorie. In seinen Veröffentlichungen postulierte er, dass der menschliche Sinn für freien Willen eine Illusion sei.

## Leben
Wegner wurde in Calgary, Alberta, Kanada geboren. Er schrieb sich für ein Physikstudium an der Michigan State University ein, wechselte jedoch zur Psychologie.
Nach seiner Promotion im Jahr 1974 lehrte er 16 Jahre an der Trinity University  in San Antonio, Texas, und wurde 1985 ordentlicher Professor. Von 1990 bis 2000 forschte und lehrte er an der University of Virginia. Danach wechselte er an die Fakultät der Harvard University.
Wegner starb am 5. Juli 2013, in Massachusetts, USA, an Amyotropher Lateralsklerose (ALS).

### Auszeichnungen
2011 wurde Wegner von der Association for Psychological Science mit dem William James Fellow Award, von der American Psychological Association mit dem Distinguished Scientific Contribution Award und von der Society of Experimental Social Psychology mit dem Distinguished Scientist Award ausgezeichnet. 2012 wurde er von der Society for Personality and Social Psychology (SPSP) mit dem Donald T. Campbell Award ausgezeichnet. Darüber hinaus gab SPSP kurz nach Wegners Tod im Jahr 2013 bekannt, dass der jährlich verliehene Preis für theoretische Innovation künftig als Daniel-M.-Wegner-Preis für theoretische Innovation bezeichnet wird, um seine innovative Arbeit zu würdigen.

## Forschung

### Ironische Prozesstheorie
Wegner und Kollegen führten eine Reihe von Experimenten durch, bei denen Menschen versuchten, Gedanken zu unterdrücken, indem sie beispielsweise versuchten, nicht an einen weißen Bären zu denken. Diese Arbeit ergab, dass der Versuch, nicht an ein Thema zu denken, zu dem paradoxen Effekt führt, dass die Rate an aufdringlichen Gedanken über das Thema steigt. Wegner prägte für diesen Effekt den Begriff 'ironisch mentaler Prozess'. Der Effekt trägt zu verschiedenen psychischen Herausforderungen und Störungen bei. Raucher, die versuchen, nicht an Zigaretten zu denken, finden es schwieriger aufzugeben. Menschen, die Gedanken unterdrücken, die eine Angstreaktion hervorrufen können, machen diese Gedanken oft aufdringlicher. Wegner fand heraus, dass der ironische Effekt stärker ist, wenn Menschen gestresst oder depressiv sind.

### Die Illusion des freien Willens
Wegner führte eine Reihe von Experimenten durch, in denen Menschen eine Illusion der Kontrolle erleben und das Gefühl haben, dass ihr Wille Ereignisse prägt, die tatsächlich von jemand anderem bestimmt werden. Er argumentierte, dass die Leichtigkeit, mit der diese Illusion erzeugt werden könne, zeige, dass das alltägliche Gefühl des freien Willens eine Illusion sei und dass diese Illusion der mentalen Kontrolle 'der beste Trick des Geistes' sei. Er postulierte, dass, obwohl die Menschen das Gefühl haben mögen, dass der freie Wille ihr Verhalten bestimme, in Wirklichkeit sowohl Verhalten als auch der Wille das Produkt anderer, unbewusster mentaler Prozesse seien. Wegners Forschung stimmt mit früheren Erkenntnissen von Benjamin Libet über das Bereitschaftspotential der Großhirnrinde überein. Wegner kam zu dem Schluss, 'dass Gehirnereignisse Absicht und Handlung verursachen, während die bewusste Absicht selbst möglicherweise keine Handlung hervorruft'.

### Scheinbare kognitive Steuerung
Wegner definierte den freien Willen als eine Funktion der Priorität (der Gedanke muss vor der Handlung kommen), der Konsistenz (der Gedanke muss mit der Handlung übereinstimmen) und der Exklusivität (der Gedanke kann nicht mit anderen Ursachen einhergehen). Wegner argumentierte, dass das Gefühl der Absicht 'nachträglich' diesen drei Prinzipien zugeschrieben wird:
- Konsistenz. Das Prinzip der Konsistenz besagt, dass, wenn der Inhalt der eigenen Gedanken für das eigene Handeln relevant ist, ein Gefühl der Kontrolle entsteht.
- Exklusivität. Das Exklusivitätsprinzip besagt, dass man nicht glauben darf, dass es einen Einfluss von außen gibt oder dass man das Gefühl hat, dass eine Handlung beabsichtigt war.
- Priorität. Schließlich erfordert das Prioritätsprinzip, dass der Gedanke unmittelbar vor der Handlung zur Erzeugung der Illusion des freien Willens auftritt.[14]

Wegner bestritt nicht, dass bewusstes Denken Handeln hervorrufen kann, sondern er betonte, dass jeder Zusammenhang zwischen bewusstem Denken und Handeln durch wissenschaftliche Untersuchungen und nicht durch unzuverlässige Selbstbeobachtung und Gefühle bestimmt werden sollte.

### Transaktives Gedächtnis
1985 schlug Wegner das Konzept des transaktiven Gedächtnisses vor. Ein transaktives Speichersystem ist ein System, über das Personengruppen Wissen gemeinsam codieren, speichern und abrufen. Das transaktive Gedächtnis beschreibt nicht nur die Koordination von Gedächtnisinhalten in engen Paarbeziehungen, sondern auch in Teams, größeren Gruppen und Organisationen. Diese entwickelten einen 'Gruppenverstand', ein Speichersystem, das komplexer und möglicherweise wirksamer ist als das der einzelnen Personen.
Laut Wegner besteht ein transaktives Gedächtnissystem aus dem Wissen, das im Gedächtnis jedes Einzelnen gespeichert ist, kombiniert mit einem Metagedächtnis, das Informationen zu den Fachgebieten der verschiedenen Teamkollegen enthält. So wie das Metagedächtnis des Individuums es ihm ermöglicht, zu wissen, welche Informationen zum Abrufen verfügbar sind, liefert das transaktive Speichersystem Gruppenmitgliedern Informationen über das Wissen, auf das sie im Team zugreifen können. Die Gruppenmitglieder lernen, wer Wissensexperten sind und wie sie durch Kommunikationsprozesse auf Fachwissen zugreifen können. Auf diese Weise kann ein transaktives Speichersystem den Gruppenmitgliedern mehr und besseres Wissen vermitteln, als jedem Einzelnen allein verfügbar ist.

## Veröffentlichungen
Author
- Wegner, D. M., & Vallacher, R. R. (1977). Implicit psychology: An introduction to social cognition. New York: Oxford University Press. Japanese translation by Sogensha, 1988.
- Vallacher, R. R. & Wegner, D. M. (1985). A theory of action identification. Hillsdale, NJ: Lawrence Erlbaum Associates.
- Wegner, D. M. (1989). White bears and other unwanted thoughts: Suppression, obsession, and the psychology of mental control. New York: Viking/Penguin. German translation by Ernst Kabel Verlag, 1992. 1994 Edition, New York: Guilford Press.
- Daniel Merton Wegner: The Illusion of Conscious Will. MIT Press, 2002, ISBN 978-0-262-23222-7 (Online [PDF]).[18]
- Schacter, D. S., Gilbert, D. T., & Wegner, D. M. (2011). Psychology: 2nd Edition. New York: Worth.
- Wegner, D. M., & Gray, K. (2016). The mind club: Who thinks, what feels, and why it matters. New York: Viking.

Editor
- Wegner, D. M., & Vallacher, R. R. (Eds.). (1980). The self in social psychology. New York: Oxford University Press.
- Wegner, D. M., & Pennebaker, J. W. (Eds.) (1993). Handbook of mental control. Englewood Cliffs, NJ: Prentice-Hall.